# Chaska Township
Chaska Township war bis zu seiner Zusammenführung mit Chaska im Jahr 2005 ein Verwaltungsbezirk in Carver County, Minnesota, USA. Laut einer Volkszählung im Jahre 2000 hatte der Ort 154 Einwohner.

## Geografie
Chaska Township war laut des United States Census Bureau 7,4 km² groß, wovon 0,35 % Gewässer waren.

## Einwohnerstatistiken
Einer Volkszählung im Jahr 2000 zufolge wohnten 154 Menschen in 65 Haushalten und 46 Familien in dem Verwaltungsbezirk. Die Bevölkerungsdichte lag bei 20,8 Personen pro Quadratkilometer und die Häuserdichte bei 8,9 Häusern pro Quadratkilometer. Es lebten nur Weiße in Chaska Township. Davon waren 72,5 % Deutsche, 7,9 % Iren und 7,9 % Norweger.
30,8 % der 65 Haushalte hatten Kinder unter 18 Jahren, 60,0 % waren verheiratet, 7,7 % lebten ohne eheliche Beziehung zusammen und 29,2 % waren keine Familien. In 29,2 % der Haushalte lebten alleinstehende Personen. Im Durchschnitt lebten 2,91 Personen in einem Haushalt.
Im Bezirk lebten 23,4 % Minderjährige, 6,5 % 18- bis 25-jährige, 31,8 % 25- bis 44-jährige, 22,7 % 45- bis 64-jährige und 15,6 % Personen, die 65 Jahre oder älter waren. Im Durchschnitt war jeder Bürger 40 Jahre alt.

## Zusammenführung mit Chaska
Als Ergebnis der stetigen Vergrößerung der Metropolregion Minneapolis–Saint Paul wurde Chaska Township mit Chaska zusammengeführt. Der Verwaltungsbezirk wurde am 11. Februar 2005 aufgelöst. Derzeit wird geplant, aus 2,4 km² des ehemaligen Bezirks, fast die Hälfte dessen, ein Projekt namens „Heights of Chaska“ (zu deutsch Höhen Chaskas) entstehen zu lassen. Das Projekt beinhaltet den Bau von Häusern, Nachbarschaftsläden, Parks und einer Grundschule. Das Projekt wird vom Metropolitan Council, des Senats für Tourismus in den Vereinigten Staaten, geleitet.